# Ivan Aleksejevič Čarota
Ivan Aleksejevič Čarota (bjeloruski: Іван Аляксеевіч Чарота; Liščiki, 16. rujna 1952. – ?, 2024.) bio je bjeloruski književni kritičar, slavist, kritičar, povjesničar kulture, prevoditelj. Doktor filoloških znanosti (1998.) i profesor (1999.). Dobitnik Nagrade Republike Bjelorusije "Za duhovno oživljavanje" (2003.). Strani član Srpske akademije znanosti i umjetnosti (2009.). Član Društva književnika Bjelorusije, Društva književnika Rusije i Društva književnika Srbije (1985.).

## Životopis
Rođen je 16. rujna 1952. godine u selu Liščiki, Kobrinske regije, Brestke oblasti, u Sovjetskoj Bjelorusiji.
Od 1969. do 1974. godine studirao je na Odsjeku za ruski jezik i književnost na Filološkom fakultetu Bjeloruskog državnog sveučilišta. Nakon studija, radio je tri godine kao nastavnik u Palackiškoj gimnaziji u Voronovskoj regiji, u oblasti Grodno. Godine 1977. zapošljava ga Bjelorusko državno sveučilište, kao višeg predavača, izvanrednog profesora, a nakon obrane doktorske disertacije (studij je trajao od 1991. do 1994., postao je šef novoosnovanog Odsjeka za slavistiku (slavenska književnost). Kandidatsku disertaciju "Творчество М.А.Шолохова и литературный процесс Югославии (1956-1986), obranio je na Institutu u Lenjingradu 1986. godine, a doktorsku disertaciju - «Беларуская літаратура ХХ стагоддзя і працэсы нацыянальнага самавызначэння» na Bjeloruskom državnom sveučilištu u Minsku, 1998. godine.

## Znanstveni radovi i knjige
Znanstveni interes Ivan Aleksejevič Čarota usmjerio je prvenstveno na književnost i kulturu slavenskih naroda. Istražujući njihove genetske, tipološke i konkretne veze, postao je vodeći jugoslavist Bjelorusije, visoko kompetentni stručnjak u području komparativne književnosti i kulture, autor oko 600 znanstvenih radova, među kojima su i knjige: «Беларуская савецкая літаратура за мяжой» (Мінск, 1988. – у сааўтарстве), «Пошук спрадвечнай існасці: Беларуская літаратура ХХ стагоддзя ў працэсах нацыянальнага самавызначэння»  (Мінск, 1995.), «Сербская Праваслаўная Царква» (Мінск, 1998.), «Беларуская мова і Царква» (Мінск, 2000.), «Косовская битва продолжается» (Мінск, 2000.), «Antologija bjeloruske poezije», (Beograd: 1993.; 2-е выданне – 2012.), «Югаславянскія казкі» (Мінск, 1999.), «Antologija lirike istočnih Slovena” (Beograd, 2000.), «Насустрач Духу. Анталогія беларускай хрысціянскай паэзіі» (Мінск, 2001.), «Насустрач Духу. Анталогія беларускай хрысціянскай прозы» (Мінск, 2002.), «Слово и Дух. Антология русской духовной поезии ХХ –ХХ вв.» (Минск, 2003., 2005., 2010.), “Ні на небе, ні на зямлі. Казкі славянскіх народаў” (2013.),  «Srpska književnost. Antologija tekstova. Књ.І -V» (Мінск, 2002-2007. –  на сербскай мове), “Тэорыя і практыка мастацкага перакладу” (Мінск, 2012.), “Ispod krila rode. Antologija savremene beloruske poezije” (Podgorica, 2014.),  “Беларусы пра Сербію-Югаславію” (Мінск, 2015., «Belorusija i Srbija: Tragom uzajamnog upoznavanja i delovanja“ (Šabac, 2016.).

## Znanstveno-metodološka sfera
Profesor Ivan Čarota član je 11 redakcija časopisa (6 stranih), znanstveni savjetnik Bjeloruske Enciklopedije; Tajnik Biblijskog povjerenstva Bjeloruskog egzarhata Ruske pravoslavne Crkve i glavni i odgovorni urednik časopisa "Pravoslavje" (Праваслаўе).
Na znanstveno-metodološkom polju, profesor je sastavio sljedeće priručnike: «Советская литература в связях и взаимодействиях: Начала сравнительного и системного анализа» (Мінск, 1989.), «Мастацкі пераклад на беларускую мову : Асновы тэорыі і практычныя рэкамендацыі» (Мінск, 1997.), «Югаславянскія літаратуры і культуры» (Мінск, 1999. – у сааўтарстве), Праграма «Гісторыя славянскіх літаратур» (2000.), «Гісторыя сербскай літаратуры. Практыкум» (2007.).

## Angažiranost na prijevodima
Član Društva pisaca SSSR-a (tj. Društva pisaca Bjelorusije), kao i Rusije i Srbije; aktivno se pojavljuje u tisku kao književni kritičar, kritičar, esejist, publicist. Više od dvadeset i pet godina predstojnik je Zavoda za prevođenje i književnost Društva književnika Bjelorusije, a prijevodi s hrvatskog, makedonskog, poljskog, slovenskog, srpskog i drugih jezika na bjeloruski i ruski, kao i s bjeloruskog i ruskog na spomenute jezike. Njegova dostignuća su: više od 1200 tiskanih prijevoda, više od 70 knjiga, uključujući djela poznatih pisaca, kao što su: Patrijarh srpski Pavle, Nikolaj Velimirović, Justin Popović, Marko Marković, Tadej Štrbulović, Ivo Andrić, Rade Drainac, Dobrica Ćosić, Nevena Vitosević Ćeklić, Zoran Gavrilović, Mira Radojević, Ljubodrag Dimić, Momir Lazić, Dragan Lakićević, Dragoslav Mihailović, Grozdana Olujić Goran Petrović, Ljiljana Habjanović Đurović, Beno Zupančič, Prežihov Voranc, Josip Jurčič, Drago Jančar, i drugi. Osnivač, sastavljač i prevoditelj serije «Сербскае багаслоўе ХХ стагоддзя», u kojoj je već objavljeno više od četrdeset knjiga. Zbirka srpskih narodnih priča, koju je profesor Čarota prijeveo na bjeloruski: ”Мовы ўсяго жывога: Сербскія народныя казкі” (Мінск: Мастацкая літаратурa, 2007.), proglašena je najljepšom knjigom u Bjelorusiji u prijevodu 2008. godine i nagrađena Nacionalnom nagradom.
Jedan je od osnivača "Odbora za potporu Srba i Crnogoraca" i javne organizacije "Bjelorusija - sestra Srbije", vd. potpredsjednika Društva "Bjelorusija - Jugoslavija", predsjednik Društva "Bjelorusija - Srbija i Crna Gora."

## Nagrade
- Nagrada Republike Bjelorusije "Za duhovno oživljavanje" (2003.)
- Međunarodna nagrada imena K. Ostroški (Poljska, 1999.)
- Međunarodna nagrada imena Fjodora Dostojevskog (Srbija, 2007.) (nagrađen 2012.)
- Nagrada Društva književnika Srbije (2000.)
- Nagrada časopisa "Zbilja/Reality" (SRJ, Beograd, (2000., 2006.);
- Međunarodna pravoslavna književna nagrada "Bogorodica Trojeručica" (Srpska zaklada Ivanke Milošević - (Chicago, SAD, 2011.)
- Međunarodna književna nagrada Radeta Drainca (Srbija, 2014.)
- Međunarodna nagrada Zaklade Karić (Srbija, 2014.)
- Orden Prepodobnog Sergeja Radonješkog 3. stupnja (Ruska pravoslavna Crkva, 2002.)
- Komemorativna medalja Društva slovačkih književnika (2003.)
- Orden Svetog Save 3. stupnja (Srpska pravoslavna crkva, 2004.)
- Zlatni znak Kulturno-prosvjetne zajednice Srbije (2008.)
- Orden svetitelja Kirila Turovskog 2. stupnja (Bjeloruska pravoslavna Crkva, 2012.)
- Srebrna medalja "Za zasluge" (Srbija, 2014.)
- Medalja Aleksandra Puškina (Ruska Federacija, 2015.).[6]
- Nagrada Republike Bjelorusije "Za duhovno oživljavanje" (2019.)[7]